# Великотокмацька волость
Великотокмацька волость — історична адміністративно-територіальна одиниця Бердянського повіту Таврійської губернії.
Станом на 1886 рік складалася з 2 поселень, 2 сільських громад. Населення — 11017 осіб (5512 чоловічої статі та 5507 — жіночої), 1738 дворових господарств.
|                     | Площа, десятин | У тому числі орної, дес. |
| ------------------- | -------------- | ------------------------ |
| Сільських громад    | 27442          | 23301                    |
| Приватної власності | 5              | 1                        |
| Казенної власності  | 26             | 10                       |
| Іншої власності     | 120            | 120                      |
| Загалом             | 27593          | 23432                    |